# Адріано Бассетто
Адріано Бассетто (італ. Adriano Bassetto, 8 вересня 1925, Віченца — 12 жовтня 1999, Генуя) — італійський футболіст, що грав на позиції флангового нападника, зокрема за «Сампдорію» і національну збірну Італії. По завершенні ігрової кар'єри — тренер.

## Клубна кар'єра
У дорослому футболі дебютував 1943 року виступами за команду «Віченца», в якій протягом сезону взяв участь у двох матчах чемпіонату. 
Після відновлення загальнонаціональних змагань у повоєнній Італії поновив виступи за «Віченцу».
1946 року перейшов до «Сампдорії», за яку відіграв наступні сім сезонів своєї ігрової кар'єри. Більшість часу, проведеного у складі «Сампдорії», був її основним гравцем і одним з головних бомбардирів, маючи середню результативність на рівні 0,47 гола за гру першості, регулярно змагаючись за найвищі позиції у рейтингу бомбардирів Серії A.
Згодом протягом 1953–1957 років був основним нападником «Аталанти», після чого ще один сезон відіграв на найвищому рівні за «Віченцу». Загалом у Серії A провів 329 ігор, забивши 149 голів, що довгий час було одним із найкращих досягнень серед усіх бомбардирів в історії змагання,
Згодом чотири роки грав за «Луккезе-Лібертас» у третьому і другому дивізіонах першості Італії, а завершував кар'єру в сезоні 1962/63 виступами за третьолігову «Чезену».

## Виступи за збірну
1954 року дебютував в офіційних матчах у складі національної збірної Італії. Наступного року провів ще дві гри за національну команду.

## Кар'єра тренера
Розпочав тренерську кар'єру 1972 року, очоливши тренерський штаб клубу «Аудаче Сан Мікеле», де пропрацював протягом сезону.
Згодом протягом 1975–1976 років тренував команду «Ентелла».
Помер 12 жовтня 1999 року на 75-му році життя в Генуї.

## Статистика виступів

### Статистика клубних виступів
| Сезон                        | Команда                      | Чемпіонат                    | Чемпіонат | Чемпіонат |
| Сезон                        | Команда                      | Ліга                         | Ігор      | Голів     |
| ---------------------------- | ---------------------------- | ---------------------------- | --------- | --------- |
| 1944                         | «Віченца»                    | Ч-AI                         | 2         | 1         |
| 1945–46                      | «Віченца»                    | ЧІ                           | 26        | 9         |
| 1946–47                      | «Сампдорія»                  | A                            | 30        | 13        |
| 1947–48                      | «Сампдорія»                  | A                            | 39        | 21        |
| 1948–49                      | «Сампдорія»                  | A                            | 23        | 14        |
| 1949–50                      | «Сампдорія»                  | A                            | 32        | 20        |
| 1950–51                      | «Сампдорія»                  | A                            | 26        | 6         |
| 1951–52                      | «Сампдорія»                  | A                            | 24        | 12        |
| 1952–53                      | «Сампдорія»                  | A                            | 22        | 6         |
| Усього за «Сампдорію»        | Усього за «Сампдорію»        | Усього за «Сампдорію»        | 196       | 92        |
| 1953–54                      | «Аталанта»                   | A                            | 30        | 17        |
| 1954–55                      | «Аталанта»                   | A                            | 32        | 6         |
| 1955–56                      | «Аталанта»                   | A                            | 32        | 18        |
| 1956–57                      | «Аталанта»                   | A                            | 31        | 15        |
| Усього за «Аталанту»         | Усього за «Аталанту»         | Усього за «Аталанту»         | 125       | 56        |
| 1957–58                      | «Ланероссі»                  | A                            | 8         | 1         |
| Усього за «Ланероссі»        | Усього за «Ланероссі»        | Усього за «Ланероссі»        | 36        | 11        |
| 1958–59                      | «Луккезе-Лібертас»           | C                            | 20        | 6         |
| 1959–60                      | «Луккезе-Лібертас»           | C                            | 33        | 9         |
| 1960–61                      | «Луккезе-Лібертас»           | C                            | 30        | 10        |
| 1961–62                      | «Луккезе-Лібертас»           | B                            | 17        | 3         |
| Усього за «Луккезе-Лібертас» | Усього за «Луккезе-Лібертас» | Усього за «Луккезе-Лібертас» | 100       | 28        |
| 1962–63                      | «Чезена»                     | C                            | 2         | 0         |
| Усього за кар'єру            | Усього за кар'єру            | Усього за кар'єру            | 459       | 187       |

### Статистика виступів за збірну
| Дата       | Місто    | Господарі | Результат | Гості     | Турнір                             | Голи | Примітки |
| ---------- | -------- | --------- | --------- | --------- | ---------------------------------- | ---- | -------- |
| 5-12-1954  | Рим      | Італія    | 2 – 0     | Аргентина | товариський матч                   | -    | 20'      |
| 16-1-1955  | Барі     | Італія    | 1 – 0     | Бельгія   | товариський матч                   | -    |          |
| 27-11-1955 | Будапешт | Угорщина  | 2 – 0     | Італія    | Кубок Центральної Європи 1955—1960 | -    |          |
| Усього     |          | Матчів    | 3         |           | Голів                              | 0    |          |